# 헝가리의 엘리자베트

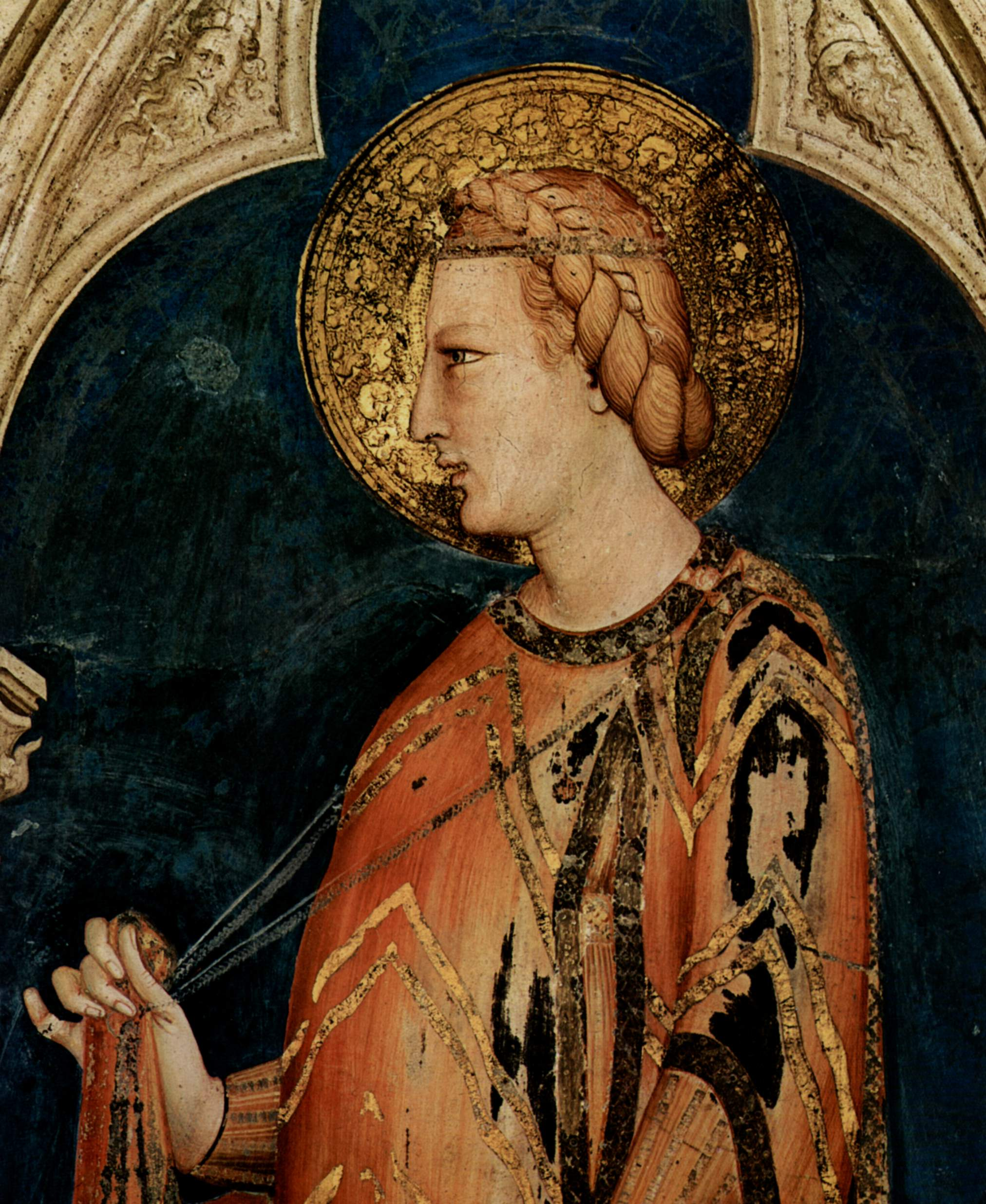

헝가리의 엘리자베트(독일어: Heilige Elisabeth von Thüringen, 헝가리어: Árpád-házi Szent Erzsébet, 슬로바키아어: Svätá Alžbeta Uhorská, 1207년 7월 7일 – 1231년 11월 17일)는 튀링겐 왕국의 공주이자 튀링겐 왕국의 공주, 독일 튀링겐의 방백이었다.
엘리자베트는 14세에 결혼했고 20세에 사별했다. 남편이 죽은 후 그녀는 지참금을 되찾았고 그 돈으로 자신이 병자들을 돌볼 병원을 짓는 데 사용했다. 그녀는 24세의 나이로 세상을 떠난 후 기독교 자선의 상징이 되었고 1235년 5월 25일에 시성되었다. 그녀는 가톨릭 교회에서 성인으로 존경받는다. 성 프란치스코 제3회 초기 회원이었으며 오늘날 그 수호신으로 존경받고 있다.